# Володимирівка (Таращанська міська громада)
Володи́мирівка — село в Україні, у Таращанській міській громаді Білоцерківського району Київської області. Населення становить 511 осіб. Орган місцевого самоврядування — Володимирівський старостинський округ, якому підпорядковувалося також село Хрещатий Яр.

## Історія
У XIX столітті село відоме під назвою Миколаївка та належало до Таращанського повіту Київської губернії, оскільки попередньо була власністю давнього Миколаївського монастиря.
Лаврентій Похилевич у «Сказання про населені місцевості Київської губернії» розповідав про село таке: 
До Різдво-Богородичної церкви села Лісовичі зарахована село Миколаївка, яка була власністю давнього Миколаївського монастиря. Це невелике село, оточена лісом, відстоїть від Лесович за 4-х версти. Жителів обох статей 433. Село чудове тим, що поблизу знаходиться 30 стародавніх могил, як би зібраних докупи, на декілька кроків одна від одної. Здається вони позначають місце якийсь великий битви або стародавнього язичницького цвинтаря. Час побудови їх треба віднести до глибокої доісторичної давнини. У минулому столітті на цьому місці був уже древній ліс; могили ці стоять за 4 версти від Лесович, за 3 версти від вала отаманського, у тому ж лісі знаходиться і в 8-ми від вала йде до міста Таращі. Отаманський вал починається за 4 версти від Таращі в лісі, що належить місту, проходить лісом села Миколаївки і закінчується біля села Хрещатого Ярах. У довжину має 2 версти.
За договором викупної 1863 року, селяни Миколаївки придбали у власність 410 десятин за 17397 рублів.